# 神田範明
神田 範明（かんだ のりあき、1949年〈昭和24年〉8月 - ）は、日本の経営学者、商品開発論の研究者。専門は商品企画、市場調査、統計解析、品質管理。

## 経歴
東京都生まれ。1974年（昭和49年）東京工業大学工学部経営工学科卒業。1979年（昭和54年）同大学院理工学研究科経営工学専攻大学院博士課程修了(単位取得退学)。1979年（昭和54年）東京外国語大学外国語学部講師。1984年名古屋商科大学商学部産業経営学科助教授。1989年名古屋商科大学商学部経営情報学科教授。1993年（平成5年）成城大学経済学部経営学科教授（同大学院経済学研究科教授を兼務）。日経品質管理文献賞3回受賞。（社）日本品質管理学会元理事・副会長。
システマティックな手法「商品企画七つ道具」を開発普及させ、多くの企業と産学協同研究を行い、ヒット商品企画の指導に従事した。Niantic, Inc.日本法人社長の村井説人はゼミの教え子。
2020年3月、成城大学を定年退職。名誉教授になる。
2012年以降、一般社団法人「日本マーケティング・リテラシー協会」会長、同WAKU WAKU 創造LABO（WAKU LABO）チーフアドバイザーとして商品企画・開発のコンサルティング、セミナーに従事。

## 著書
- 編著『商品企画七つ道具－新商品開発のためのツール集－』（日科技連出版）1995
- 共著『共創時代の商品企画ガイド』（産能大学出版部）1998
- 編著『文科系のためのコンピュータ活用入門』（同文舘出版）1998
- 共著『文科系のためのデータ分析入門』（同文舘出版）1999
- 単著『商品企画七つ道具実践シリーズ　第１巻「はやわかり編」』（日科技連出版）2000
- 編著『商品企画七つ道具実践シリーズ　第２巻「よくわかる編」』（日科技連出版）2000
- 編著『商品企画七つ道具実践シリーズ　第３巻「すぐできる編」』（日科技連出版）2000
- 編著『顧客価値創造ハンドブック－製造業から農業・サービス業まで　感動を創造するシステム－』（日科技連出版）2004
- 単著『質経営で生み出せ無限のマーケット－どの産業も顧客価値創造へ－』（品質月間委員会）2004
- 共著『ものづくり教科書・革新のための７つの手法』（日経ものづくり編，日経BP社）2006
- 監修『商品企画のための統計分析－Ｒによるヒット商品開発手法－』（オーム社）2009
- 共著『企画・開発・生産現場の組織力を高める 実践ものづくりイノベーション』（日経ものづくり編，日経BP社）2010
- 単著『神田教授の商品企画ゼミナール―Neo P7 ヒット商品を生むシステム 』（日科技連出版）2013
- 編著『失敗しない商品企画教えますーリアル事例で学ぶ 最強ツールP7の使い方』（日科技連出版）2019
- 監修・著『Creative Ideas for Products & Services』（松柏社）2021